# Montanoceratops
A Montanoceratops cerorhynchos a hüllők (Reptilia) osztályának dinoszauruszok csoportjába, ezen belül a madármedencéjűek (Ornithischia) rendjébe, a Cerapoda alrendjébe és a Leptoceratopsidae családjába tartozó faj. A Montanoceratops egy kistestű ceratopsia dinoszaurusz volt. A késő kréta korban élt. A maradványait, mint ahogy neve is mutatja, Montana államban találták.

## Felfedezése
Az első Montanoceratops kövületet a montanai Buffalo-tónál találták meg, a St Mary River Formationban. A maradványt Barnum Brown és segéde Erich M. Schlaikjer fedezte fel 1916-ban. 1935-ben kiadták a leírását Leptoceratops cerorhynchos néven. Később Charles Mortram Sternberg még talált néhány Leptoceratops maradványt, amelyek bebizonyították, hogy az eddigi L. cerorhynchos tulajdonképpen M. cerorhynchos.
Az eredeti anyag amit Barnum fedezett fel hiányos volt; a koponya legnagyobb része hiányzott, az állatból csak néhány bordát, a medencecsontot és a mellső lábakat találta meg. Más Montanoceratops kövületek leírását Brends Chinnery és David Weishampel adta ki, 1998-ban.

## Rendszerezése
A Montanoceratops a Leptoceratopsidae családjához tartozik, amely maga is a ceratopszia csoporthoz tartozik. Ez egy növényevő dinoszaurusz-csoport, amelynek számos faja élt a kréta korban, Észak-Amerika és Ázsia területén. Ez a kor véget ért 65 millió évvel ezelőtt. Minden ceratopszia kipusztult a kréta kor végén.

## Életmódja
A Montanoceratops, mint minden ceratopszia, növényevő volt. A kréta korban még ritkák voltak a virágos növények, úgyhogy az állat valószínűleg a korabeli bőséges növényzettel táplálkozott, mint amilyenek a páfrányok, cikászok és fenyőfélék voltak. A ceratopszia éles csőrét használta, hogy harapjon a levelekből és tüskékből.